# Енарета
Енарета (на старогръцки: Ἐναρέτη, Enarete) е в древногръцката митология дъщерята на Деймах (Deimachos) и съпруга на Еол, син на Елин и прародител на Еолийците и цар на Тесалия. Двамата имат седем сина и пет дъщери. Синовете им са Кретей, Сизиф, Атамант, Салмоней, Деион, Магнет и Периер. От авторите Хигин и Павзаний се казва, че Макарей е осмият син. Дъщерите им са Канака, Алкиона, Писидика, Калика и Перимеда. Според Павзаний също Танагра и Арна са дъщери на Еол и Енарета.